# Les Agettes
Les Agettes es una comuna suiza del cantón del Valais, localizada en el distrito de Hérens. Limita al norte con la comuna de Sion, al este y sureste con Vex, al suroeste con Nendaz, y al oeste con Veysonnaz y Salins.

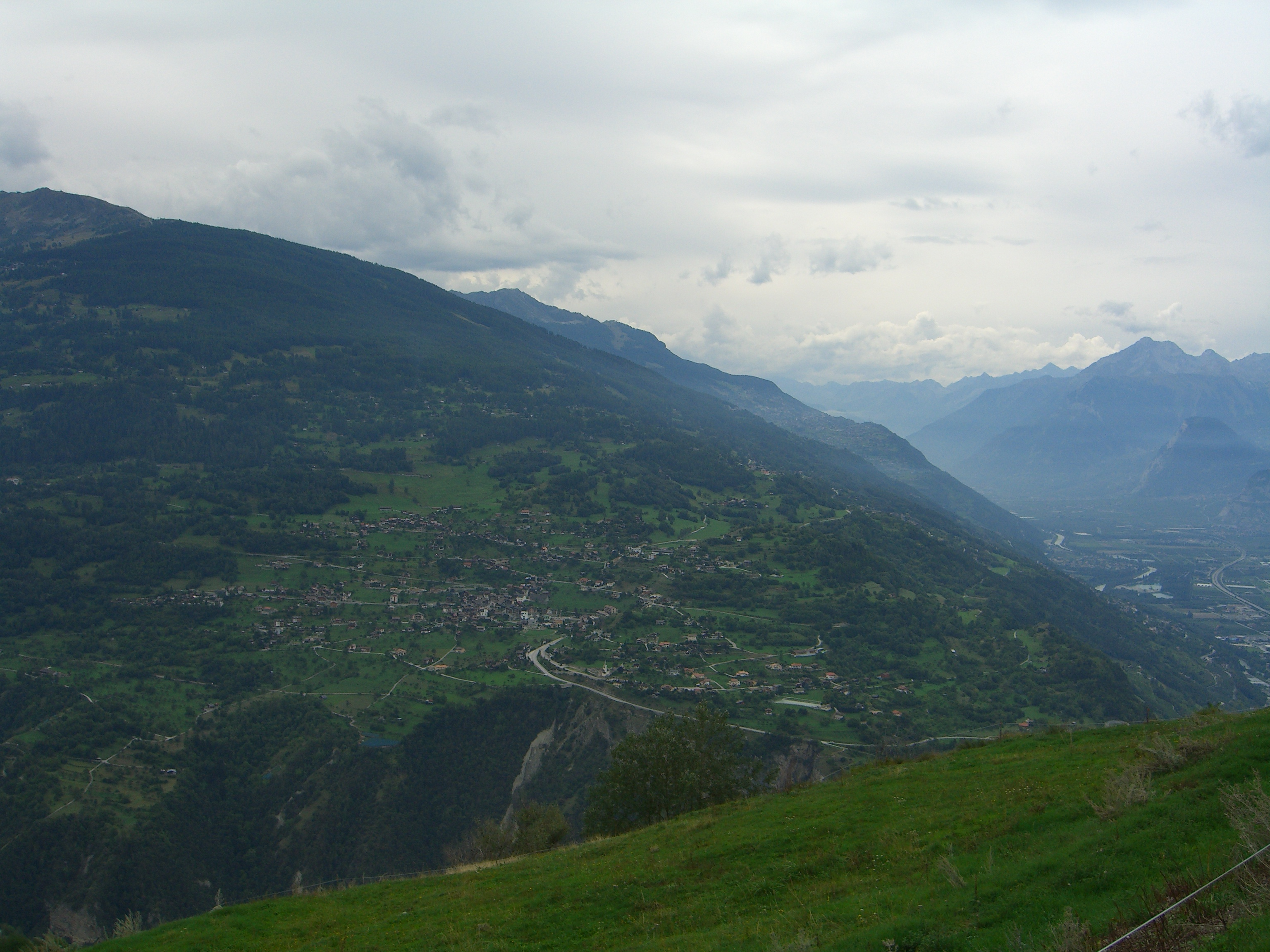
Vista de Vex y Les Agettes.